# Francamente (programa de televisión)
Francamente es un programa de televisión producido por TV Perú. El programa se basa en entrevistas virtuales sobre temas de actualidad o agenda pública. El programa también se transmite en TV Perú Noticias.

## Historia
Creado en plena pandemia del COVID-19 el 4 de mayo de 2020, inicialmente se transmitía solo los lunes, miércoles y viernes, los conductores emitían el programa cada uno en sus casas, dicho programa duró hasta julio del 2020.
El programa cambia de horario a las 10:30 p. m.., comenzando a emitirse de lunes a viernes. Ya que en el horario anterior se emitía el programa de Congreso TV, Debate Democrático.
En septiembre del 2020, cambia su horario a las 5:00 p. m.. renovando su programación.
El programa finalizó el 30 de diciembre de 2020. Actualmente se emiten repeticiones en TV Perú Noticias.